# Jean-Baptiste Annibal Aubert du Bayet

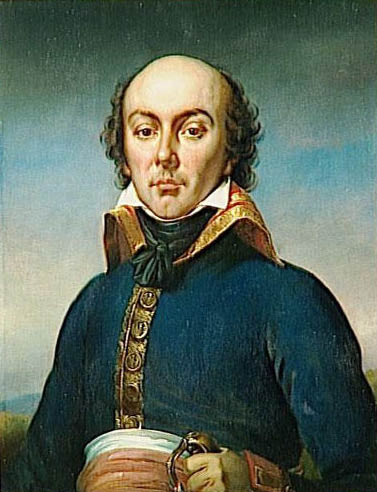
Jean-Baptiste Annibal Aubert du Bayet

Jean-Baptiste Annibal Aubert du Bayet (* 19. August 1757 in Baton Rouge, Louisiana (Neufrankreich); † 17. Dezember 1797 in Konstantinopel) war ein französischer General, Politiker und Gesandter. Er tat sich im Ersten Koalitionskrieg hervor, insbesondere bei der Belagerung von Mainz durch preußische und österreichische Truppen.

## Leben
Als Sohn eines Hauptmanns der Infanterie geboren, reiste er 18-jährig nach Amerika und nahm dort ab 1775 als Sous-Lieutenant am Amerikanischen Unabhängigkeitskrieg teil.
Nach seiner Rückkehr nach Frankreich ging er 1784 als Capitaine nach Metz. Von seinem Onkel Bayet erbte er ein Bachais genanntes Anwesen in Corenc und Grundbesitz in Sassenage (Département Isère); ab diesem Zeitpunkt führte er du Bayet in seinem Namen. Im Jahr 1791 wurde er zum Deputierten des Départements Isère und zum Président der Nationalversammlung gewählt. Während der Belagerung von Mainz (1793) verteidigte er die Stadt Mainz an der Seite des Generals Kléber bis zu ihrer Kapitulation, was die Regierung während der Terrorherrschaft nicht davon abhielt, ihn einzukerkern.
Während des Directoire wurde er zum Général en chef der Armée des côtes de Cherbourg ernannt. Ende 1795 übernahm er das Kriegsministerium, mit Pierre Riel de Beurnonville als seinem Adjutanten, verließ es aber am 8. Februar 1796 wieder. Kurz darauf erhielt Bayet seine Nominierung als Botschafter Frankreichs an der Hohen Pforte in Konstantinopel. Dort erneuerte er die Beziehungen zwischen Frankreich und der Türkei (seit Januar 1797). Sein Adjutant an der Hohen Pforte war Armand de Caulaincourt.
Am 17. Dezember 1797 starb Bayet an den Folgen eines Fiebers. Er wurde im Viertel Pera der osmanischen Hauptstadt beerdigt; sein Grab ist jedoch nicht mehr erhalten.

## Werk
- Loi Relative à la correction des décrets portant vente de biens nationaux, et qui suspend l’impression de ces mêmes décrets, donnée à Paris, le 6 Mars 1791; J. M. Cuchet, Grenoble 1791